# Ignorance Is Bliss
Ignorance Is Bliss é o quarto álbum de estúdio da banda Face to Face, lançado em 27 de julho de 1999.

## Faixas
Todas as faixas por Trever Keith e Scott Shiflett, exceto onde anotado.
1. "Overcome" (Keith, Shiflett, Chad Yaro) — 3:16
2. "In Harm's Way" — 4:24
3. "Burden" — 4:17
4. "Everyone Hates a Know-It-All" (Keith) — 3:07
5. "Heart of Hearts" — 4:00
6. "Prodigal" — 5:13
7. "Nearly Impossible" — 5:20
8. "I Know What You Are" — 4:10
9. "The Devil You Know (God Is a Man)" — 3:38
10. "(A)Pathetic" (Keith, Shiflett, Yaro) — 3:13
11. "Lost" (Keith) — 4:14
12. "Run in Circles" — 3:50
13. "Maybe Next Time" (Keith, Pete Parada) — 3:52

## Desempenho nas paradas musicais
| Parada musical (1999)            | Posição |
| -------------------------------- | ------- |
| Estados Unidos - Top Heatseekers | 7       |
| Estados Unidos - Billboard 200   | 162     |

## Créditos
- Trever Keith — Guitarra, vocal
- Chad Yaro — Guitarra, vocal
- Scott Shiflett — Baixo, vocal de apoio
- Pete Parada — Bateria